# María Leonor Jiménez
María Leonor Jiménez Camposano (Samborondón, 28 de marzo de 1939) es una política, abogada y profesora ecuatoriana quien fue la primera mujer intendente de policía del Guayas. Destituida durante el gobierno de Rafael Correa de la presidencia de la Corte Provincial del Guayas.

## Biografía
Nacida en Samborondón el 28 de marzo de 1939, sus padres fueron Rafael Jiménez Malta, dirigente de la Concentración de Fuerzas Populares (CFP), y María Victoria Campuzano. A la edad de 17 años llegó a ser la primera reina de belleza del cantón. La primaria la estudió en el cantón, en la escuela Marianita, ahora llamada Manuela Romero de Massabot. La secundaria la hizo en el Colegio Nacional Guayaquil, desde donde en 1955, lideró la huelga nacional de estudiantes secundarios, en respuesta a la muerte de Isidro Guerrero, joven caído en Quito durante una refriega, iniciando así su ingreso a la izquierda política.
En 1977 fue asesora jurídica del municipio del cantón Samborondón. En 1980 reemplazó a Abdalá Bucaram en la intendencia de policía del Guayas, siendo la primera mujer en ese cargo, en el gobierno de Jaime Roldós Aguilera. Llegó a ser presidenta de la Corte Provincial de Justicia del Guayas desde el 2010 hasta el 2011, cuando fue destituida por el Consejo de la Judicatura transitorio por su crítica al Caso El Universo, acusando desde entonces que la justicia era "manipulada" por el ejecutivo.
En el 2013 fue propuesta por el Movimiento Popular Democrático como vicepresidenta en un binomio con Alberto Acosta Espinosa, siendo más tarde candidata provincial a la Asamblea Nacional por la Unidad Plurinacional de las Izquierdas.